# جان شارب
جان شارب (بالإنجليزية: Jan Sharp)‏ هي منتجة أفلام ومخرجة أسترالية، ولدت في 16 مايو 1946 في كوبرام في أستراليا، وتوفيت في 24 يوليو 2012 في لوس أنجلوس في الولايات المتحدة.

## وصلات خارجية
- جان شارب على موقع IMDb (الإنجليزية)
- جان شارب على موقع ألو سيني (الفرنسية)
- جان شارب على موقع أول موفي (الإنجليزية)
- جان شارب على موقع قاعدة بيانات الأفلام السويدية (السويدية)
- جان شارب على موقع قاعدة بيانات الفيلم (الإنجليزية)
- جان شارب على موقع كينوبويسك (الروسية)